# روست بورگن‌لاند
روست بورگن‌لاند (به آلمانی: Rust, Burgenland) یک ناحیه در اتریش است که در بورگن‌لاند واقع شده‌است.

## خصوصیات
روست بورگن‌لاند ۲۰٫۰۱ کیلومترمربع مساحت دارد ۱۲۳ متر بالاتر از سطح دریا واقع شده‌است.

## خواهرخوانده
شهر کولمباخ خواهرخواندهٔ روست بورگن‌لاند هست.